# Benamaurel
Benamaurel là một đô thị trong tỉnh Granada, Tây Ban Nha. Theo điều tra dân số 2006 (INE), đô thị này có dân số là 2328 người.
37°36′B 2°42′T / 37,6°B 2,7°T